# 前川橋 (徳島市)
前川橋（まえがわばし）は、助任川上流部に架かる平面の橋である。
徳島県徳島市南前川町3丁目（北岸）と徳島町城内（南岸東側）、東出来島町（南岸西側）を結ぶ。
橋の名前の由来は、この地域の地名より名付けられたものである。北岸は助任川河岸緑地と隣接している。交通量は少なく、前川橋界隈は閑静な住宅街となっている。

## 隣の橋梁
（上流） - 三ツ合橋 - 前川橋 - 西の丸橋 - （下流）